# 白雪姫〜あなたが知らないグリム童話〜
『白雪姫〜あなたが知らないグリム童話〜』（しらゆきひめ あなたがしらないグリムどうわ、Blanche comme neige）は2019年のフランス・ベルギーの官能コメディ映画。
監督はアンヌ・フォンテーヌ、出演はルー・ドゥ・ラージュとイザベル・ユペールなど。
グリム童話『白雪姫』をモチーフにしている。
原題の「Blanche comme neige」は直訳すると「雪のように白い」の意味で『白雪姫』のフランス語タイトル「Blanche-Neige」をもじったものである。
日本での劇場公開時のキャッチコピーは「純粋な娘が次々に男を翻弄していく…」である。

## ストーリー
クレアは亡くなった父親が経営していたホテルを継いだ継母のモードの下で従業員として働いている。クレアの若さと美貌にかねてより嫉妬していたモードは、愛人のベルナールがクレアに惹かれていることを知ると、懇意にしているスラブ人女性の提案に乗り、クレアを亡きものにしようとする。スラブ人女性は、クレアを誘拐して事故を装って殺す計画だったが失敗したため、人里離れた森の中でクレアを撃ち殺そうとする。ところが、たまたま近くで狩をしていた男が女を撃ち殺してクレアを救う。ピエールと名乗る男は前科者のため、たとえ正当防衛でも人を殺した事実を明らかにしたくないとクレアに言う。命を狙われた理由がわからないクレアは森の中にあるピエールの家に留まることにする。同じ家にはピエールの双子の弟であるフランソワとチェリストのヴァンサンが住んでおり、彼らとすぐに打ち解けたクレアは4人での共同生活を続ける。また、近くの村の獣医であるサム、書店の店主であるシャルルとその息子同然の青年クレマン、村の教会のギルボー神父とも親しくなる。7人の男たちはそれぞれにクレアに魅了される。穏やかな田舎暮らしの中でクレアはまずピエールと深い仲になる。そしてピエールと間違ってフランソワと関係を持ったことをきっかけに、クレアは一段と開放的になり、サムやクレマンとも関係を持つようになる。
一方、モードは事情を何も知らないクレアが自分に電話をかけて来たことで生きていることを知ると、自らの手でクレアを殺そうと村にやって来る。しかし、毒入りのリンゴや飲み物で殺そうとするが、その度に邪魔が入ってうまくいかない。ようやくクレアを酔わせて車に乗せ、走る車から崖下に突き落とすことに成功すると、村の教会に行き、祈りを捧げようとするが、蝋燭の火が服に引火して火だるまになる。
病院に担ぎ込まれたクレアを7人の男たちは不安げに見守る。するとクレアは目を覚まして笑顔を見せる。

## キャスト
- クレア: ルー・ドゥ・ラージュ - ホテルの従業員。
- モード: イザベル・ユペール - ホテルの経営者。クレアの継母。
- ベルナール: シャルル・ベルラン - モードの愛人。
- ピエール: ダミアン・ボナール - クレアを救った男。
- フランソワ: ダミアン・ボナール - ピエールの双子の弟。気弱。
- サム: ジョナタン・コエン（フランス語版） - 獣医。
- ギルボー神父: リシャール・フレシェット（フランス語版）
- ヴァンサン: ヴァンサン・マケーニュ - 喘息持ちのチェリスト。
- クレマン: パブロ・ポーリー（フランス語版） - シャルルの息子同然の青年。
- シャルル: ブノワ・ポールヴールド - 村唯一の書店の店主。
- ミュリエル: オーロール・ブルータン（フランス語版） - 村の呑み屋の女主人。
- ヴァイオリニスト: ローラン・コルシア（フランス語版）
- スラブ人女性: アガタ・ブゼク - モードを唆してクレアを殺そうとした女。

## 作品の評価
アロシネによれば、フランスの24のメディアによる評価の平均点は5点満点中3.2点となっている。
Rotten Tomatoesによれば、7件の評論のうち高評価は29%にあたる2件で、平均点は10点満点中6点となっている。